# دانشگاه کلرادو بولدر
دانشگاه کلرادو بولدر (به انگلیسی: University of Colorado Boulder) یک دانشگاه تحقیقاتی دولتی در شهر بولدر واقع در ایالت کلرادو آمریکا است که در سال ۱۸۷۶ میلادی تأسیس شده‌است. ۴ برندهٔ جایزهٔ نوبل در رشتهٔ فیزیک و یک برندهٔ جایزهٔ نوبل در رشتهٔ شیمی از استادان این دانشگاه بوده‌اند. همکاری دانشکده فیزیک (رتبهٔ ۱ در فیزیک اتمی) با مؤسسه ملی فناوری و استانداردها و دانشکدهٔ مهندسی هوافضا (رتبهٔ ۹) با ناسا این دانشکده‌ها را به یکی از دانشکده‌های پیشرو در پیشبرد علم در دنیا تبدیل ساخته‌است.

## رنکینگ
در رتبه‌بندی دانشگاهٔ جهان QS در سال ۲۰۲۰ دانشگاه کلرادو بولدر در رتبه ۲۰۶ دنیا و ۴۷ ایالات متحده قرار گرفته‌است. همچنین بر اساس رتبه‌بندی مؤسسه تایمز در سال ۲۰۲۰ این دانشگاه در رتبه ۱۲۴ دانشگاه‌های جهان قرار دارد.

## دانشکده‌ها
دانشکده‌های دانشگاه کلرادو بولدر عبارتند از:
- دانشکده مهندسی و علوم کاربردی
- دانشکده موسیقی
- دانشکده کسب و کار
- دانشکده رسانه، ارتباطات و اطلاعات
- دانشکده حقوق
- دانشکده مطالعات حرفه ای
- دانشکده هنر و علوم
- دانشکده آموزش
- دانشکده تحصیلات تکمیلی

## پردیس

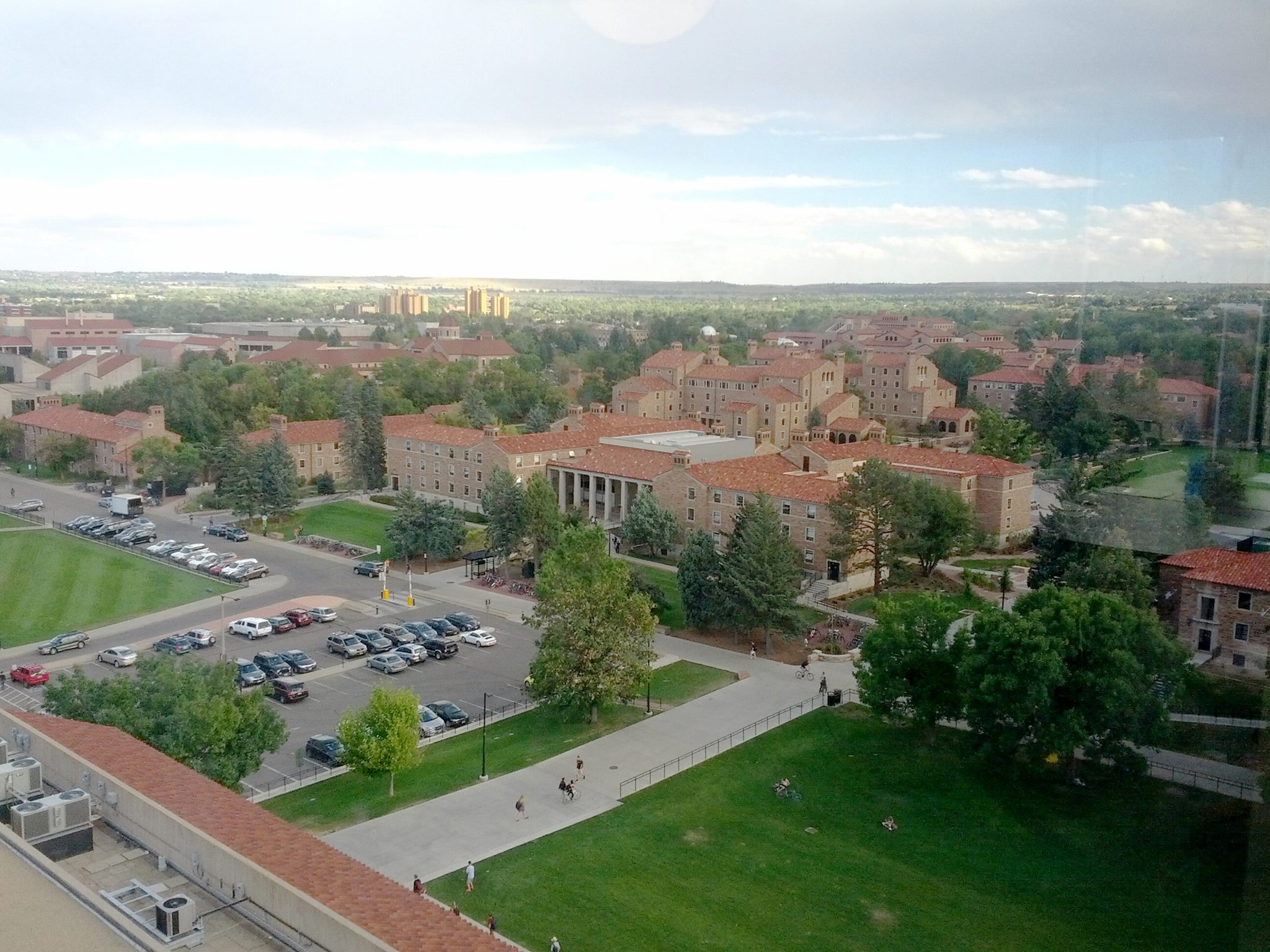
پردیس اصلی دانشگاه کلرادو در بولدر

پردیس دانشگاه کلرادو در رتبه‌بندی‌های مجله‌های Travel + Leisure و Condé Nast Traveler به عنوان یکی از زیباترین پردیس‌های دانشگاهی در ایالات متحده آمریکا قرارگرفته است.

## افراد

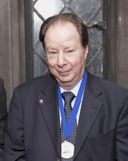
برنده جایزه نوبل شیمی ۱۹۸۹، سیدنی آلتمن، دکترا ۱۹۶۷ (بیوفیزیک)
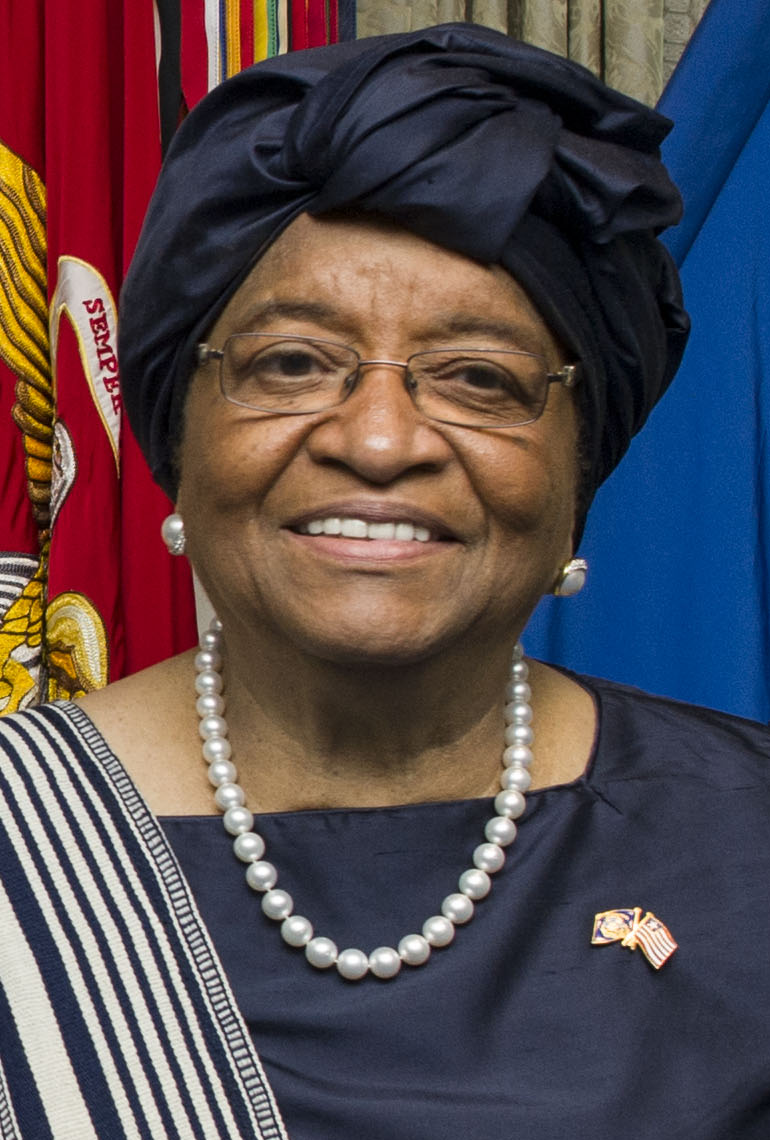
برنده جایزه نوبل صلح ۲۰۱۱، الن جانسون سیرلیف، ۱۹۷۰ (موسسه اقتصاد)
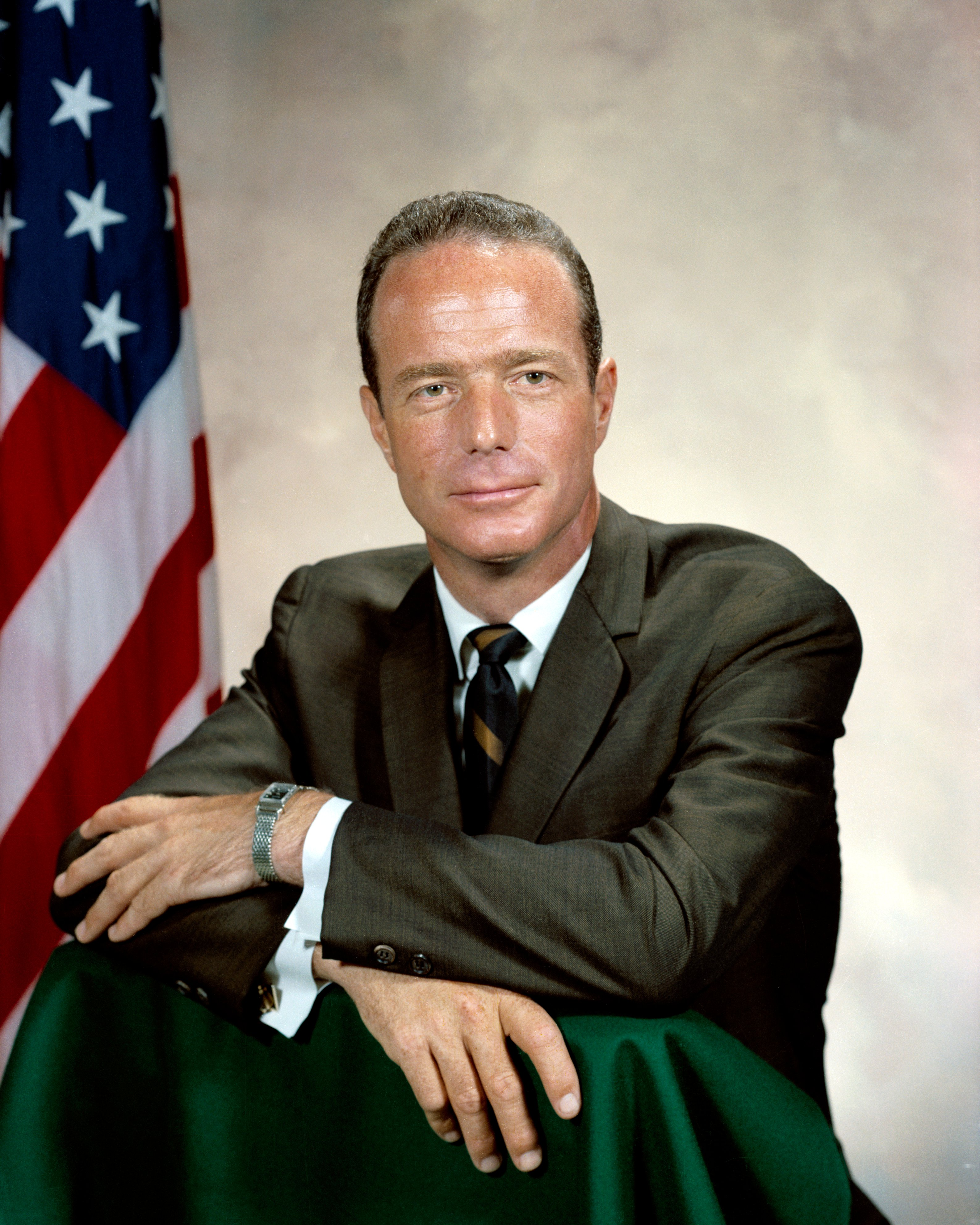
فضانورد، اسکات کارپنتر، کارشناسی ۱۹۶۲ (هوافضا)
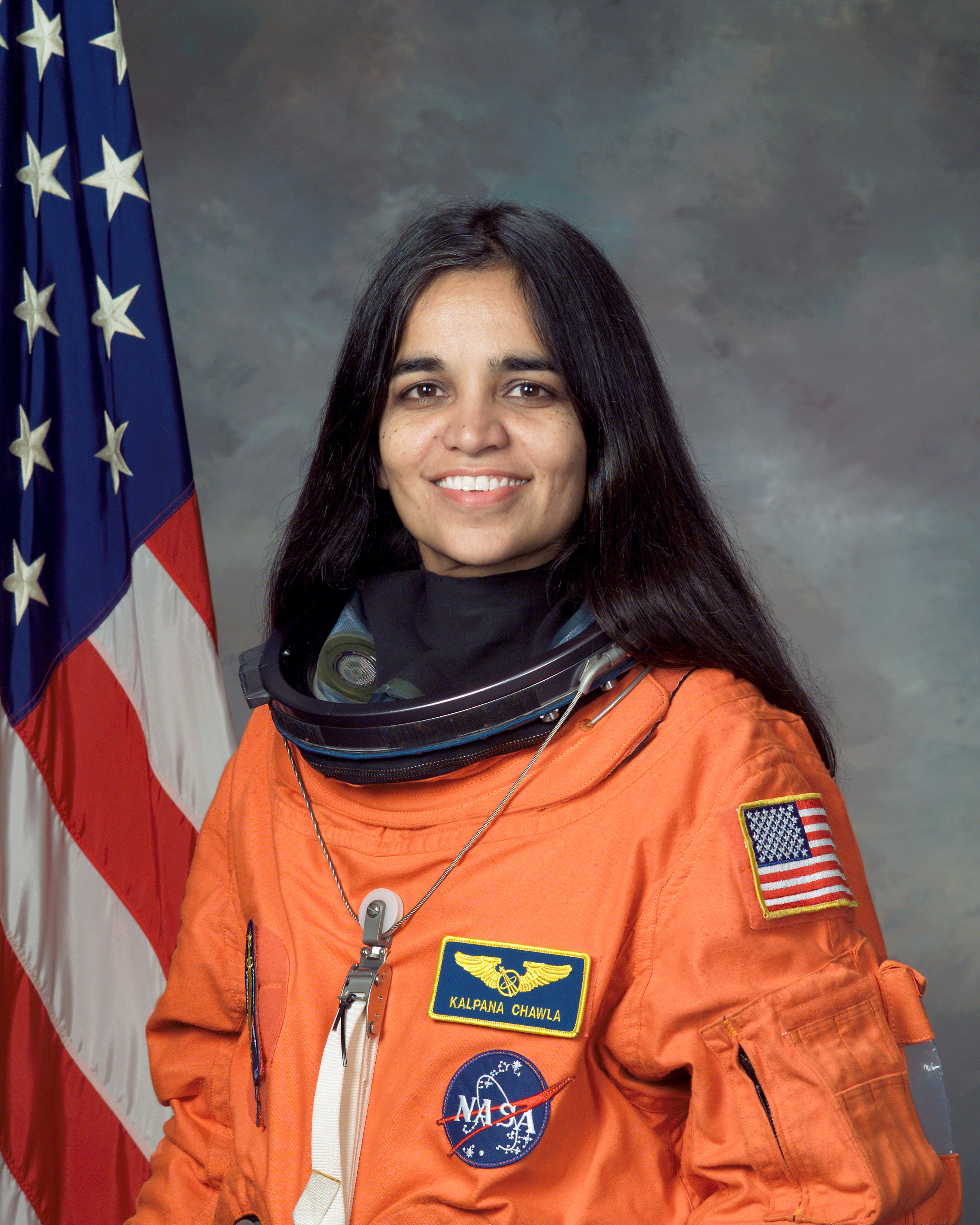
فضانورد شاتل کلمبیا، کالپانا چاولا،دکترا ۱۹۸۸ (هوافضا)
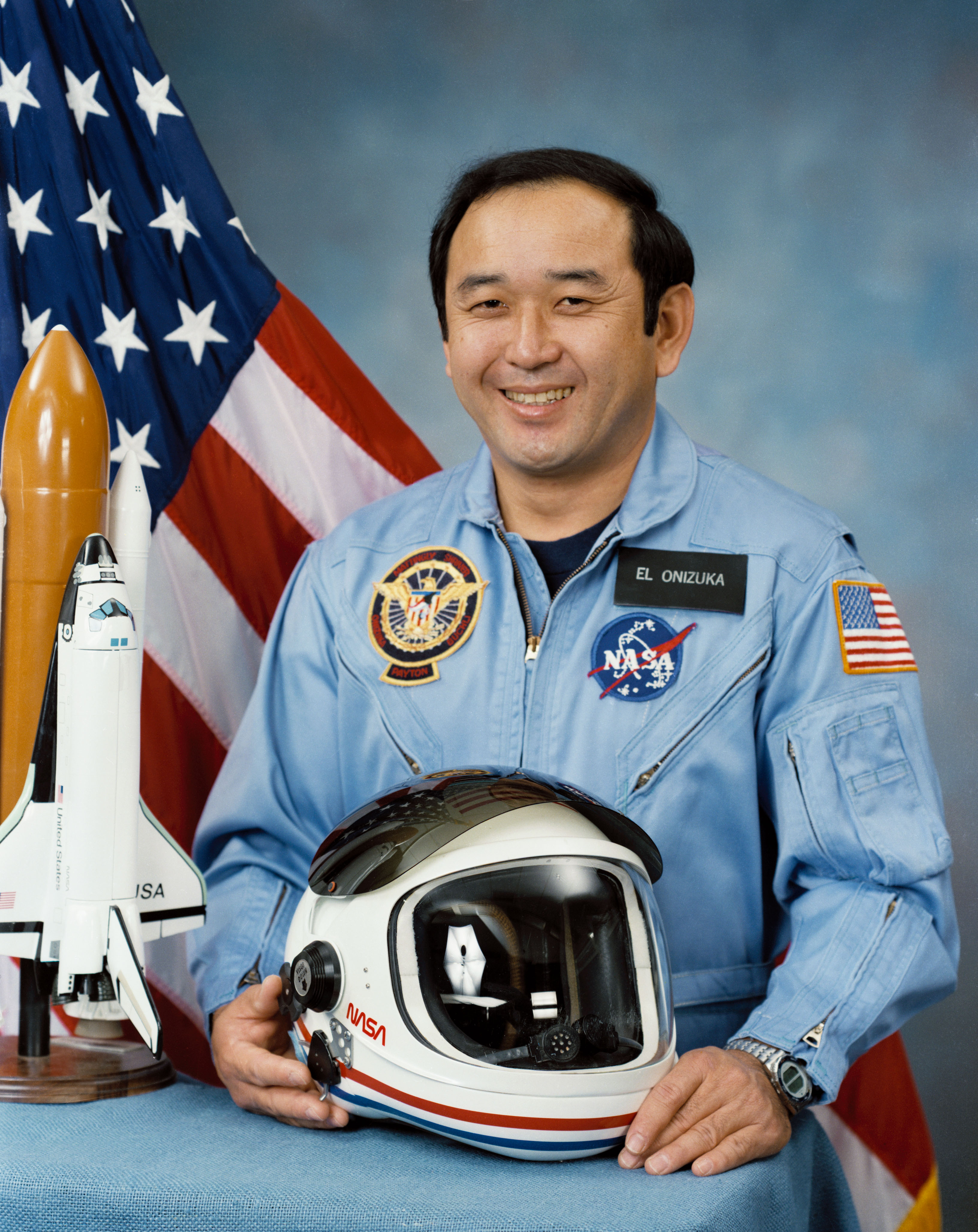
فضانورد فضاپیمای چلنجر، الیسون انیزوکا،کارشناسی ارشد ۱۹۶۹ (هوافضا)
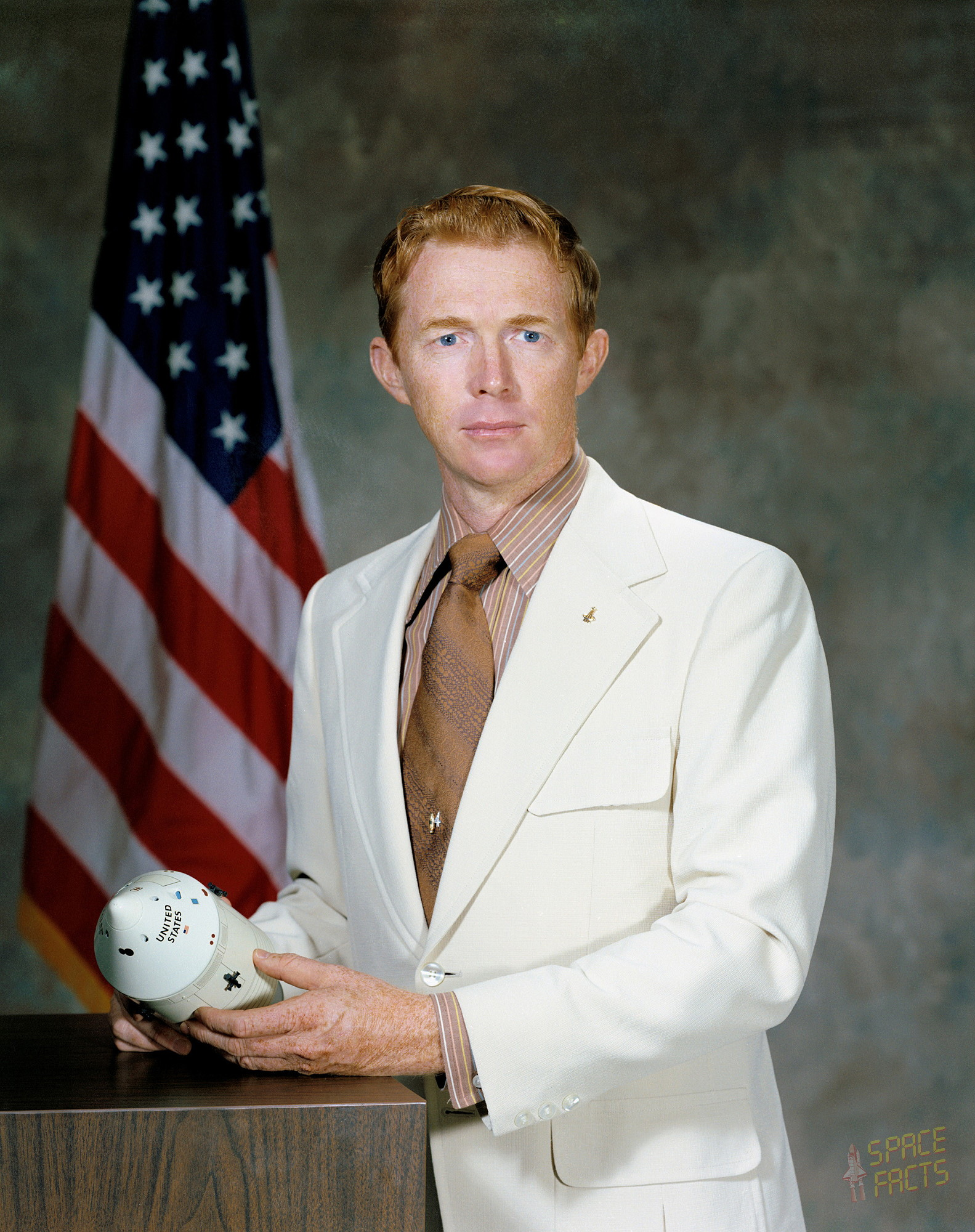
فضانورد آپولو ۱۴، استوارت روسا، کارشناسی ۱۹۶۰ (هوافضا)
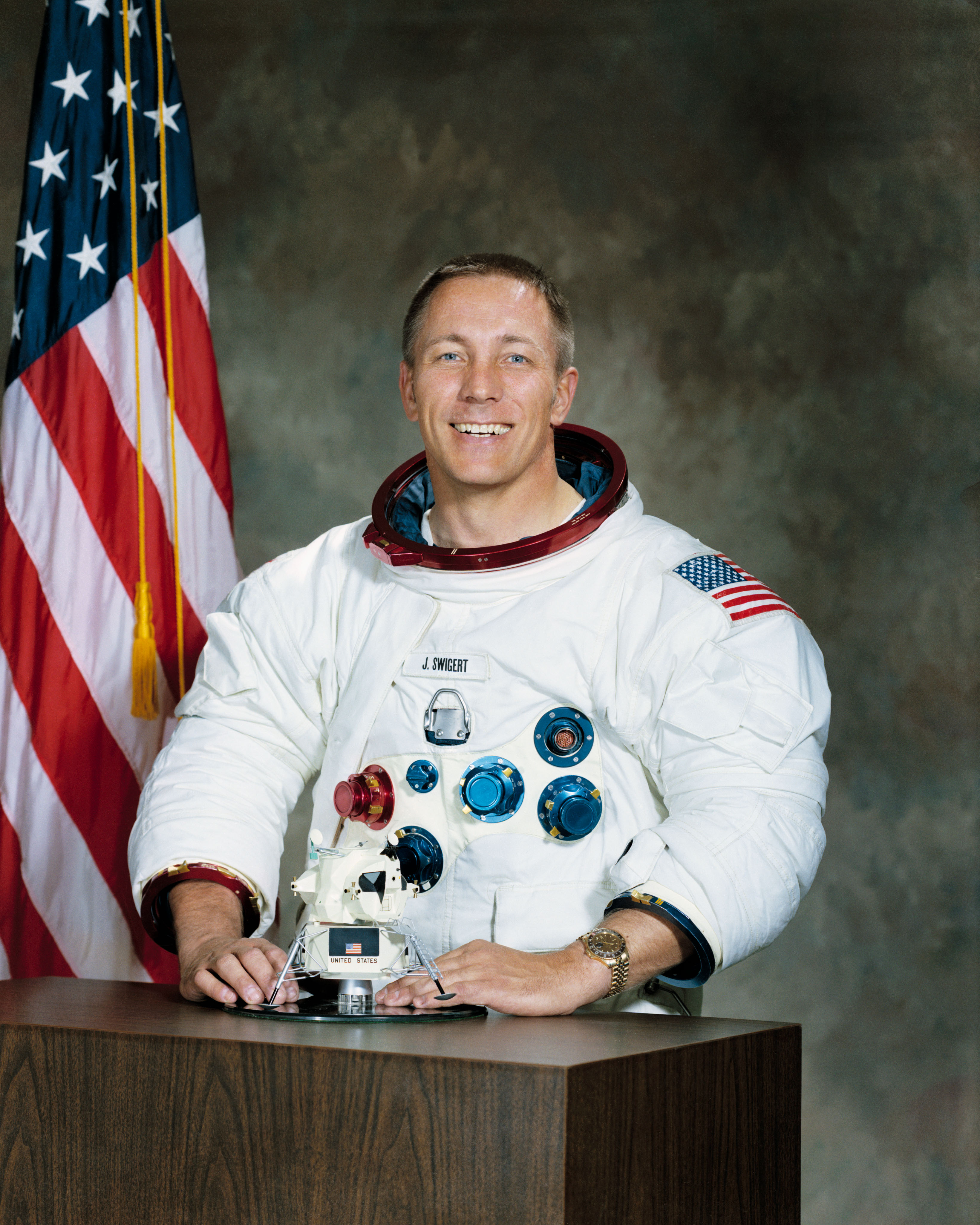
فضانورد آپولو ۱۳، جک اسویگرت، کارشناسی ۱۹۵۳ (مکانیک)
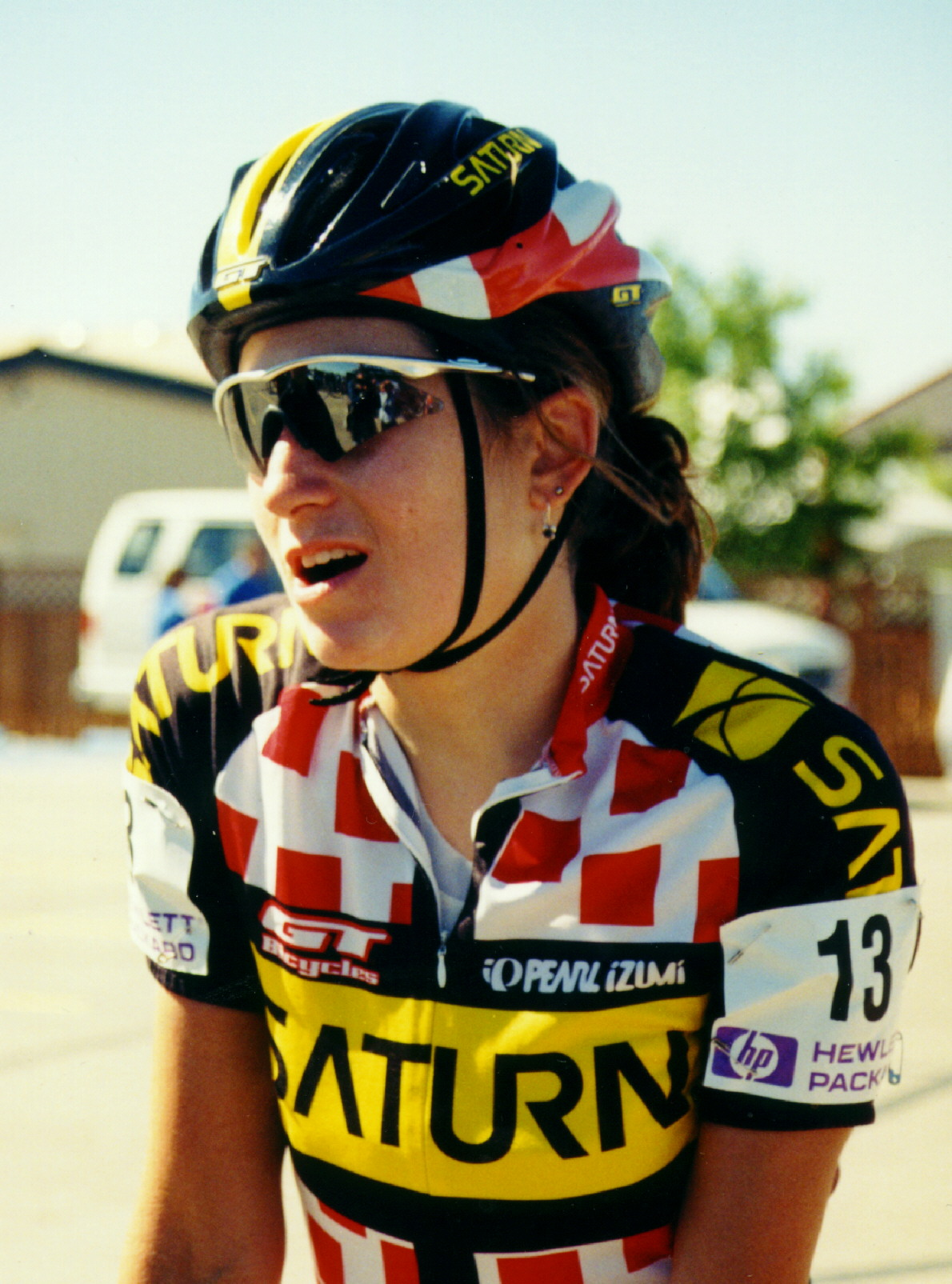
مدال نقره المپیک ۲۰۰۴، دید بری
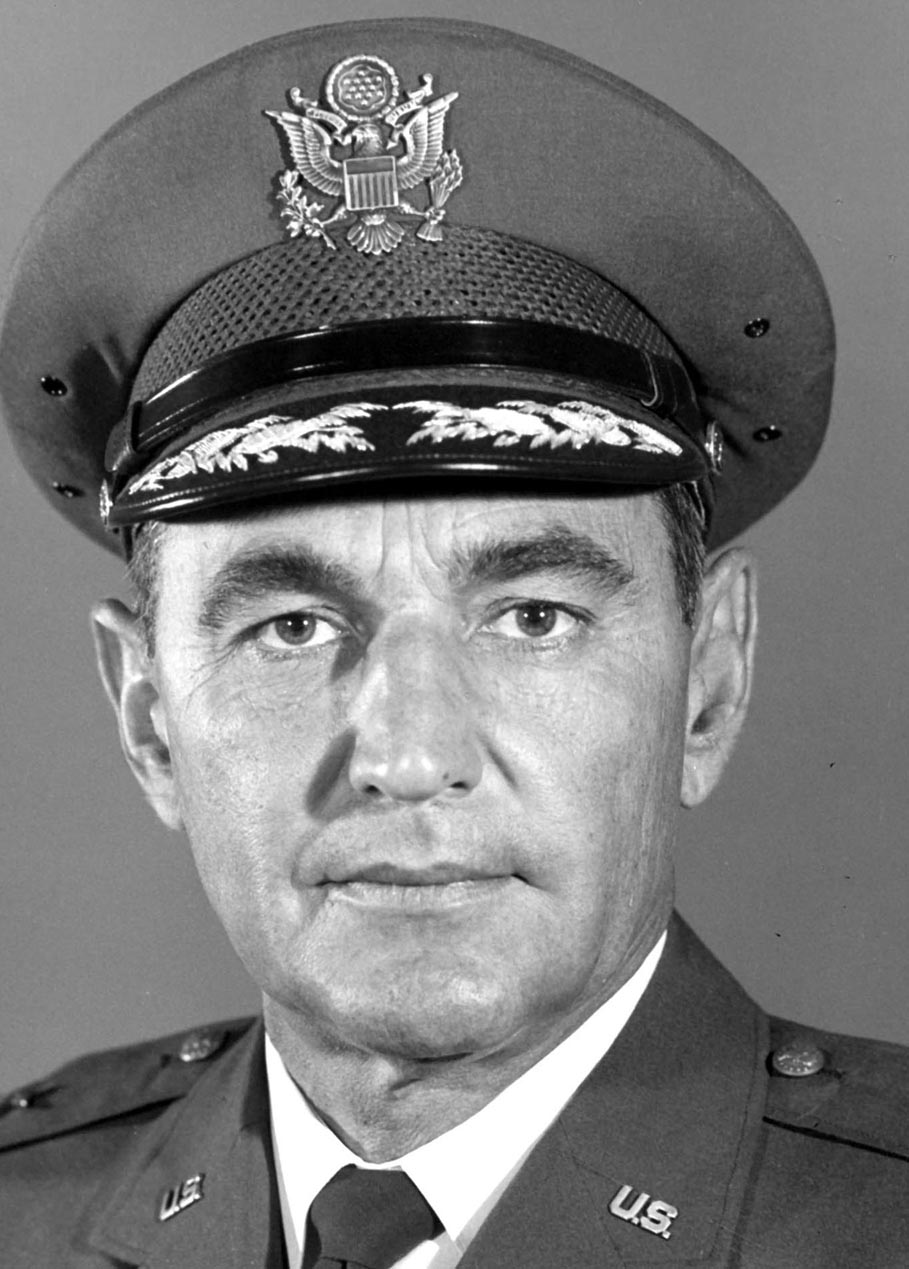
سرلشکر نیروی هوایی، هارولد ویگ، کارشناسی ۱۹۴۲ (تاریخ)
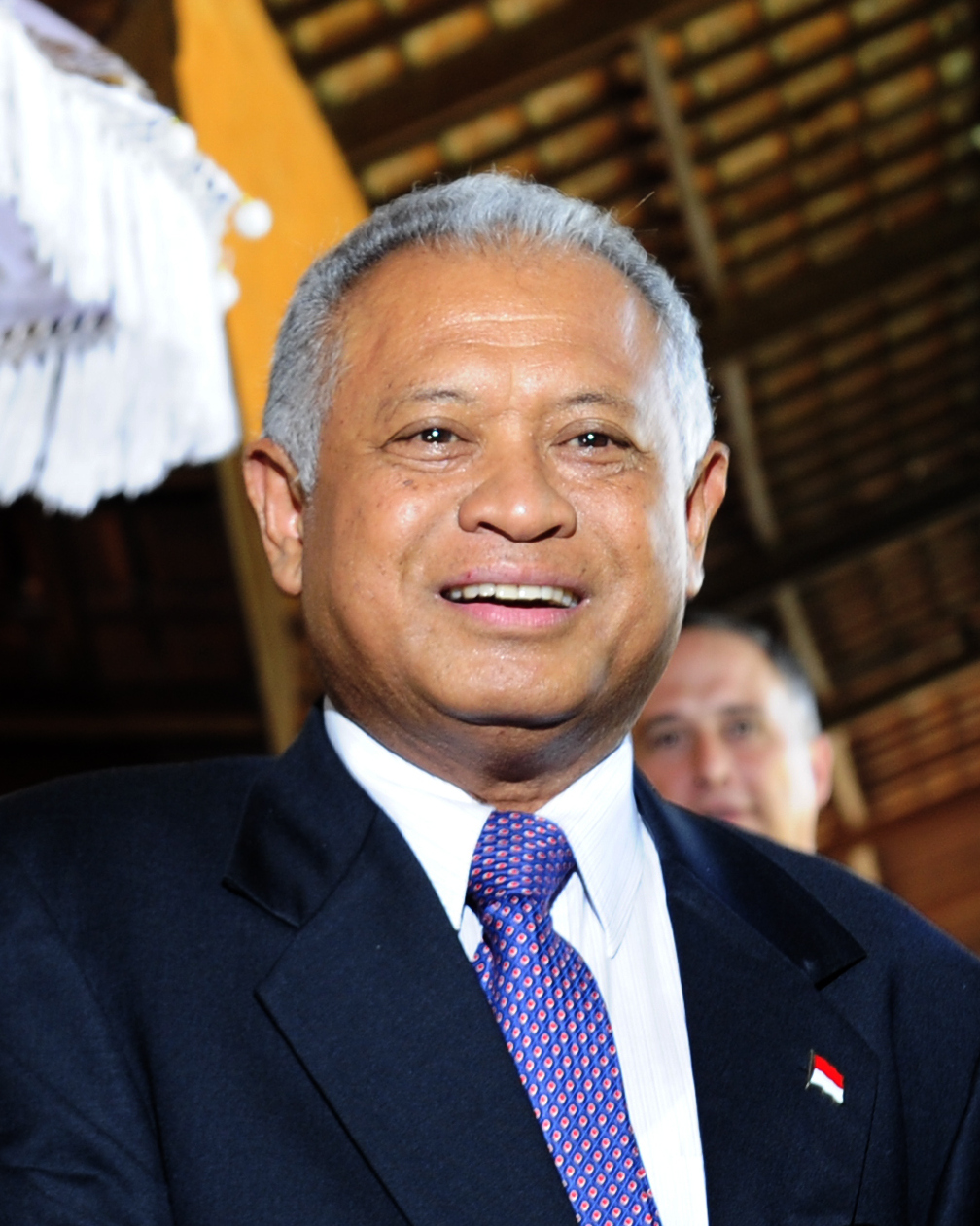
وزیر دفاع اندونزی، پورنومو یوسگیانتورو، کارشناسی ارشد ۱۹۸۸ (اقتصاد)

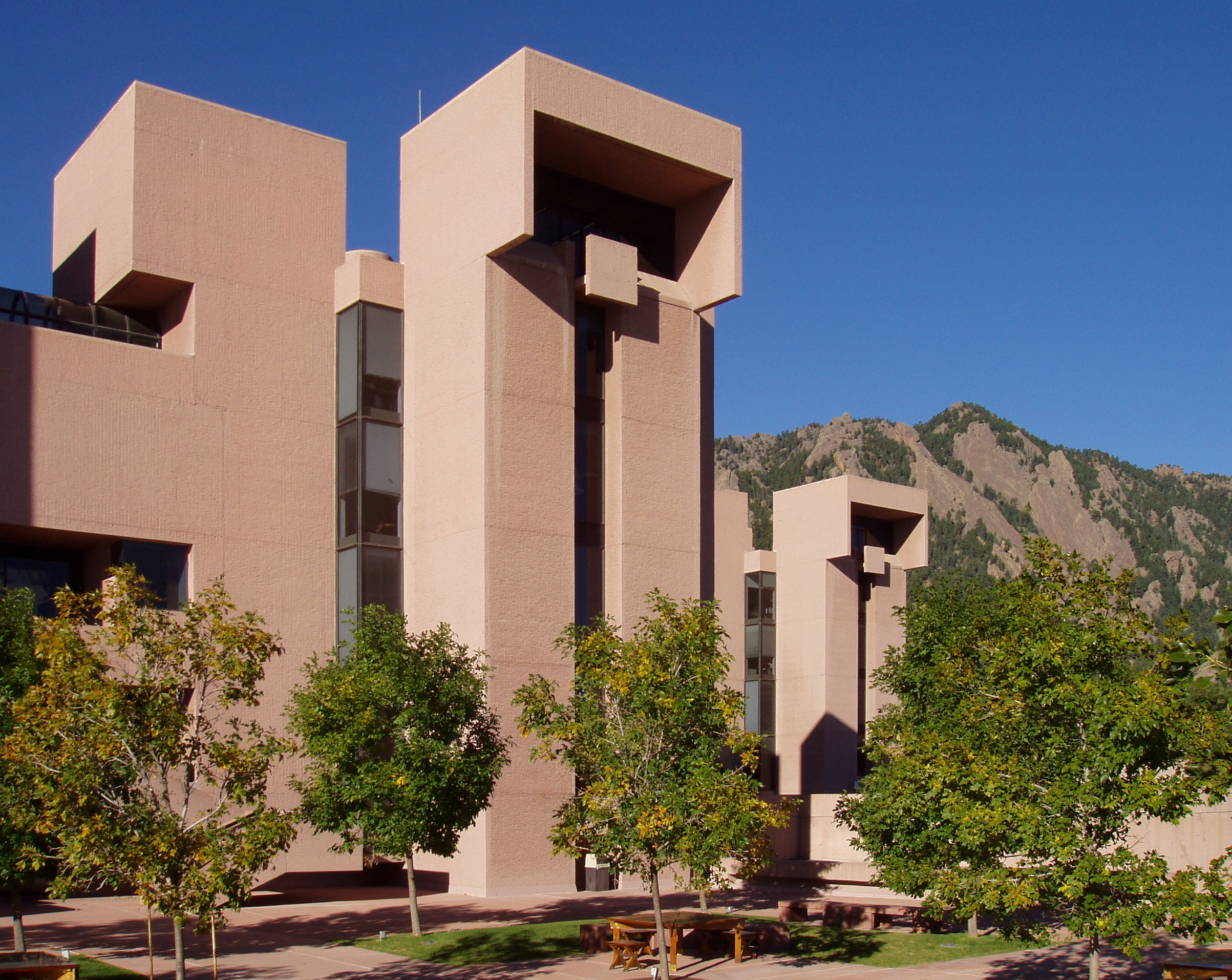
نمایی از مرکز ملی تحقیقات جوی دانشگاه که توسط آی ام پی طراحی گردیده‌است.